# Paweł Wojciechowski (futbolista)
Paweł Wojciechowski (Breslavia, Polonia, 24 de abril de 1990) es un futbolista polaco que juega de delantero en el Resovia Rzeszów de la I Liga de Polonia. 

## Clubes
| Club                | País         | Año       |
| ------------------- | ------------ | --------- |
| S. C. Heerenveen    | Países Bajos | 2008-2010 |
| Willem II           | Países Bajos | 2010-2012 |
| F. C. Minsk         | Bielorrusia  | 2012-2013 |
| Zawisza Bydgoszcz   | Polonia      | 2014      |
| Shakhtyor Soligorsk | Bielorrusia  | 2014      |
| Chrobry Głogów      | Polonia      | 2015-2017 |
| Odra Opole          | Polonia      | 2017      |
| Ruch Chorzów        | Polonia      | 2018      |
| Górnik Łęczna       | Polonia      | 2018-2022 |
| Resovia Rzeszów     | Polonia      | 2022-     |